# Dubbel (musikalbum)
Dubbel släpptes 2008 och är det tionde studioalbumet av Lena Philipsson och Orup, i deras artistsamarbete Lena + Orup. De har skrivit låtarna på albumet själva.
Låtarna "Nu när du gått" och "Fem minuter i himmelen" tog sig in på Svensktoppen, där de båda låg i tre veckor, "Nu när du gått" under perioden 26 oktober-9 november 2008 och "Fem minuter i himmelen" under perioden 15 -29 mars 2009.
Låten "Fem minuter i himmelen" tolkades 2010 av Torgny Melins och Melissa Williams på albumet Dansbandsnatt.

## Låtlista
1. Hals över huvud - 3:38
2. Nu när du gått - 3:35
3. Fotbollsstjärna - 2:47
4. Jag hatar att vakna utan dej - 3:35
5. 1 skäl - 4:07
6. Fem minuter i himmelen - 3:22
7. Bara en polis - 3:45
8. Jag måste skynda mig på - 4:00
9. Så mycket bättre än dom andra - 3:59
10. Blott en skugga - 2:39

## Medverkande
- Lena Philipsson — sång
- Orup — sång, piano, klaviatur, bas, gitarr
- Peter Månsson — klaviatur, piano, orgel, gitarr, bas, programmering, trummor, slagverk
- Joakim Hemming — bas, gitarr
- Petter Bergander — piano, orgel

## Listplaceringar
| Lista (2008-2009) | Topplacering |
| ----------------- | ------------ |
| Sverige           | 2            |

### Fotnoter
1. ↑  ”Dubbel”. Svensk mediedatabas. 11 augusti 2008. http://smdb.kb.se/catalog/id/002412339. Läst 10 maj 2011.
2. ↑  Svensktoppen - 26 oktober 2008
3. ↑  Svensktoppen - 9 november 2008
4. ↑  Svensktoppen - 15 mars 2009
5. ↑  Svensktoppen - 29 mars 2009
6. ↑  ”Dansbandsnatt”. Svensk mediedatabas. 11 augusti 2010. Arkiverad från originalet den 2 november 2014. https://web.archive.org/web/20141102231704/http://smdb.kb.se/catalog/id/002599759. Läst 2 november 2014.
7. ↑  Swedishcharts